# 元锡渊
 元锡渊 （韓語：원석연，1956年2月26日—）是韩国的演員，曾在舞台剧演员时期使用金在勋作为艺名。

## 生平
首尔龙文高中、首尔艺术大学毕业。1978年以戏剧演员身份首次出道。之后，他作为电视演员，在韩国放送公社（KBS）、文化广播（MBC）、首尔广播公司（SBS）、韩国教育广播公社（EBS）等电视台 电视剧中广泛饰演配角或小角色，主要出演了多部历史剧，代表作品包括韩国放送公社（KBS）的历史剧《韩明浍》《灿烂的黎明》《龙的眼泪》《王与妃》《太祖王建》《帝国的早晨》《太阳人李济马》《张禧嫔》《武人时代》《大王世宗》《千秋太后》《近肖古王》《公主的男人》《大王之梦》《刀与花》《朝鮮神槍手》等。

## 出演作品

### 戏剧
- 1986年 《大院君》[1] 饰 庆原君李景夏（配角）
- 1988年 《花郎的后裔》 饰 黄日才（主演）
- 1991年 《哈姆雷特》 饰 克劳狄斯国王（主演）

### 电视剧
- 1992年 KBS 电视剧《三国记》
- 1993年 KBS 电视剧《明天是爱》
- 1994年 KBS 电视剧《韩明浍》
- 1994年 MBC 电视剧《野心》
- 1995年 KBS 电视剧《富人家的女儿》
- 1995年 EBS 电视剧《永远的绿色心灵》
- 1995年 KBS 电视剧《灿烂的黎明》
- 1996年 KBS 电视剧《龙的眼泪》 饰 义安大君李和
- 1998年 KBS 电视剧《王与妃》 饰 锦城大君李瑜
- 2000年 KBS 电视剧《太祖王建》 饰 道友
- 2002年 SBS 电视剧《女人天下》
- 2002年 KBS 电视剧《帝国的早晨》 饰 王咸敏
- 2002年 EBS 电视剧《历史探究 与过去的对话》
- 2002年 KBS 电视剧《太阳人李济马》
- 2002年 KBS 电视剧《张禧嫔》
- 2003年 KBS 电视剧《武人时代》 饰 僧侣 秀惠
- 2003年 EBS 电视剧《历史剧场》
- 2003年 SBS 电视剧《王的女人》
- 2004年 KBS 电视剧《不灭的李舜臣》 饰 楊元
- 2006年 KBS 电视剧《首尔1945》 饰 1933年日治时期平壤佃农（初期登场、初期退出）
- 2007年 SBS 电视剧《渊盖苏文》 饰 渊盖苏文的议事大臣生偕
- 2009年 KBS 电视剧《千秋太后》
- 2011年 KBS 电视剧《近肖古王》
- 2011年 KBS 电视剧《公主的男人》
- 2013年 KBS 电视剧《大王之梦》 饰 常永
- 2014年 KBS 电视剧《朝鮮神槍手》

### 广播节目
- 2015年 EBS FM《EBS 读书广播朗读系列》